# Nicolas Cop
Nicolas Cop (c- 1501-1540) foi um humanista francês do início do século XVI.
Nasceu em Basileia. Era filho do médico do rei Francisco I de França. Como erudito, era amigo de Erasmo de Roterdão e de Budé e estava desde logo próximo da reforma protestante. Foi nomeado reitor da Universidade de Paris em 1533. O seu discurso de inauguração do ano lectivo foi no entanto um escândalo. Foi perseguido, tendo-se refugiado em Basileia.
João Calvino, em Paris nesta altura, foi também perseguido, pelo que se pensa que ele possa ter estado ligado ao assunto. Não há uma certeza histórica sobre o assunto.